# Marnerdeich
Marnerdeich ist eine Gemeinde im Süden des Kreises Dithmarschen in Schleswig-Holstein.

## Geografie

### Ortstypus
Marnerdeich hat den Charakter eines Reihendorfes, beidseitig an der in West-Ost-Richtung verlaufenden Landesstraße 142 und an der Ostseite der in Nord-Süd-Richtung verlaufenden Gemeindestraße gelegen.

### Nachbargemeinden
Nachbargemeinden sind im Uhrzeigersinn im Nordosten beginnend die Gemeinde Helse, die Stadt Marne sowie die Gemeinden Neufeld und Kronprinzenkoog (alle im Kreis Dithmarschen).

## Geschichte
Das in der Marsch liegende Land wurde von 1578 bis 1581 als Teil des Großen Kooges Ammerwurth-Marne eingedeicht.
Am 1. April 1934 wurde die Kirchspielslandgemeinde Marne aufgelöst. Alle ihre Dorfschaften, Dorfgemeinden und Bauerschaften wurden zu selbständigen Gemeinden/Landgemeinden, so auch Marnerdeich.

## Politik

### Gemeindevertretung
Bei der Kommunalwahl am 14. Mai 2023 wurden insgesamt elf Sitze vergeben. Von diesen erhielt die Allgemeine Wählervereinigung Marnerdeich sechs Sitze, die Marnerdeicher Wähler-Vereinigung drei Sitze und die Neue Wähler-Vereinigung Marnerdeich zwei Sitze.

### Wappen
Blasonierung: „Gespalten durch einen grünen Pfahl. Vorn in Silber sechs blaue Wellenbalken; hinten von Gold, bestreut mit roten Dreiecken. “
Der Ortsname weist mit seiner doppelten Bedeutung auf die Entstehungsgeschichte der Gemeinde. Marnerdeich bezeichnete den zum Schutz des Kirchspiels Marne vermutlich am Anfang des 17. Jahrhunderts errichteten Deich. Im Laufe der Zeit wurde der Name auf die neue Siedlung übertragen, die sich hinter dem Deich bildete. Das Dorf „Marnerdiek“ wird 1664 erstmals erwähnt. Der Pfahl im Wappen symbolisiert den Deich mit seiner Begrünung. Die roten Dreiecke, interpretiert als Häuser, sollen das Kirchspiel Marne vorstellen, beziehen sich aber auch auf die Siedlung Marnerdeich. Zugleich geben sowohl die stilisierten Häuser als auch der Pfahl den Ortsnamen bildlich wieder. Die goldene Schildfarbe der linken Wappenhälfte deutet die Kornfelder hinter dem Deich an, die Wellenfäden im silbernen Feld symbolisieren das Meer, den Blanken Hans.